# Kostrogaj
Kostrogaj [pronunciación en polaco: /kɔsˈtrɔɡai̯/] es un pueblo ubicado en el distrito administrativo de Gmina Radzanowo, dentro del Condado de Płock, Voivodato de Mazovia, en el este de Polonia central. Se encuentra aproximadamente a 11 kilómetros al oeste de Radzanowo, a 4 kilómetros al noreste de Płock, y a 94 kilómetros al noroeste de Varsovia.